# 林震峰
林震峰（1918年—2010年），系中国保险业元老，中国人寿保险的开拓者和奠基人。浙江宁波人。

## 生平
1918年，生于浙江宁波。1936年3月，参加革命工作。1937年入党。1936年至1949年，林震峰曾在上海、云南、抗日战争时期陪都重庆担任多种职务，其先后在上海职业界救国会、上海中国保险公司、1939年在昆明中央信托局产物保险处工作。 上海洽和洽茂冷藏公司工作。曾当选上海市银钱业业余联谊会第一届监事，上海市保险业余联谊会第一届常务理事及学术部副部长，并担任昆明职业青年地下党支部书记，1942年任上海保险业地下党支部书记、总支部书记。
1949年5月底上海解放后，任中国人民解放军上海市军事管制委员会财政经济接管部金融接管处保险组组长。中华人民共和国成立后，主要任职于中国人民保险公司（今称中国人民保险集团）。1949年10月20日任中国人民保险公司华东区公司副经理。1951年任“公私合营太平保险公司”总经理。1953年任人保总公司办公室主任、公司计划处处长。1956年任人保公司副总经理。1959年任中国人民银行总行国外局副局长兼人保公司副总经理。1965年任人保公司副总经理、总支委员、财政部分党组成员。1984年任人保公司副董事长。1986年7月离休。2010年3月23日，中国人民保险集团股份有限公司发布讣告称：中国保险战线上的优秀工作者，中国人保事业的开拓者、奠基者，原中国人民保险公司副董事长、副总经理林震峰，因病医治无效，于2010年3月19日在北京逝世，享年92岁。
林震峰同时也是金融保险领域的教育家，曾兼任上海财经学院（今上海财经大学）副教授和中央财政金融学院（今为中央财经大学）教授。

## “保联”
林震峰被认为是中国保险史，保险业工人运动史和中国保险业共产党史上重要人物。1937年11月，上海公共租界孤岛时期，林震峰与程恩树创立了中国共产党保险业党支部，林等人并筹备建立了上海市保险业业余联谊会（简称“保联”）。1938年7月1日，“保联”创会大会在上海宁波同乡会召开，林震峰、胡咏骐、谢寿天、朱懋仁、李言苓、关可贵、程恩树、郭雨东等人被推举为“保联”第一届理监事。“保联”会员当时逾一千人，最多时达一千五、六百人，囊括了当时中国保险业的精英，占当时中国保险界全部全部从业人员的约80%。
1938年11月，林振峰与关可贵创办主编了《保联月刊》。1940年1月，《保联月刊》改名为《保险月刊》。

## 学术兼职
- 中国保险学会副会长
- 中国国际金融学会常务理事
- 中国金融学会理事